# Comité Colbert
Das Comité Colbert ist eine im Jahr 1954 von dem französischen Parfümhersteller Jean-Jacques Guerlain gegründete Vereinigung von heute 70 Unternehmen (2009) und 11 angeschlossenen Institutionen. Sein Ziel ist es, französische Hersteller von Luxusprodukten, ihr Know-how und ihre Artikel im In- und Ausland bekannt zu machen. Die 70 der Vereinigung angeschlossenen Unternehmen (2009) beschäftigten im Jahr 2009 insgesamt 72.000 Mitarbeiter und erwirtschafteten einen Umsatz von 22,4 Milliarden Euro.
Seit 1987 engagieren sich die für ihre Exzellenz renommierten, dem Comité angeschlossenen Traditionshäuser, unter denen die ältesten bereits im 18. Jahrhundert begründet wurden, in der Organisation des Wettbewerbes Concours des Espoirs de la Création, in dem junge Talente der französischen Kunst-, Grafiker-, Mode- und Designerschulen sowie Kunstgewerbeschulen für ihre Kreativität prämiert werden.
Die im Jahr 2006 für 4 Jahre gewählte Vorstandsvorsitzende ist Françoise Montenay, gleichzeitig Vorsitzende des Aufsichtsrates des Hauses Chanel.

## Mitglieder des Comité Colbert
In Klammern ist das Gründungsdatum angegeben.
- Tafelsilber und Bronze: Christofle (1830), Delisle (1895), Ercuis (1867), Puiforcat (1820)
- Mode: Céline (1945), Chanel (1912), Christian Dior (1947), Givenchy (1952), Jeanne Lanvin (1889), Lacoste S.A. (1933, früher „La Chemise Lacoste“), Léonard (1943), Pierre Balmain (1945), Yves Saint Laurent (1962), Delvaux (1829)[1]
- Kristallglas: Baccarat (1764), Daum (1876), Lalique (1910), Saint Louis (1767), Moser (1857), Porzellanmanufaktur Herend (1826)[2], Moser (1857)[3]
- Lederwaren: Berluti (1895), Hermès (1837), John Lobb Paris (1899), Louis Vuitton (1854), Longchamp (1948)
- Verlagswesen und Dekoration: Bussière (1924), Christian Liaigre (1985), D. Porthault (1924), Flammarion Beaux Livres (1875), Pierre Frey (1935), Yves Delorme (1845).
- Porzellan- und Faïenzen: Bernardaud (1863), Faïenceries de Giens (1821), Robert Haviland & C. Parlon (1924)
- Hotellerie und Gastronomie: Dalloyau (1802), Hédiard (1854), Hôtel de Crillon (1909), Hôtel Le Bristol (1924), Hôtel Le Meurice (1835), Hôtel Plaza Athénée (1911), Hôtel Ritz (1898), Lenôtre (1957), Oustau de Baumanière (1945), Potel et Chabot (1820), Pullman Orient-Express (1876), Taillevent (1946), Hôtel Martinez (1929), La Maison du Chocolat (1977), Dr Irena Eris (1983)[4].
- Schmuck und Uhren: Boucheron (1858), Breguet (1775), Cartier (1847), Mellerio dits Meller (1613), S.T. Dupont (1872).
- Parfüm: Caron (1904), Chanel (1924), Christian Dior (1948), Givenchy (1957), Guerlain (1828), Hermès (1948), Jean Patou (1925), Lancôme (1935), Rochas (1925), Yves Saint Laurent (1962).
- Kosmetik: Dr Irena Eris (1983)[5]
- Fotographie und Optik: Leica (1921 / 1997)[6]
- Champagner, Wein, Spirituosen: Rémy Martin (1724), Ruinart (1729), Veuve Clicquot Ponsardin (1772), Laurent Perrier (1812), Bollinger (1829), Krug (1843), Château d’Yquem (1593), Cheval Blanc (1832), Lafite-Rothschild (1855).
- Andere: Montblanc (1906), Hervé van der Straeten (1999)[7]

Der Vereinigung angeschlossen sind ferner die Académie de France à Rome (1666, die Villa Medici), Air France (1933), das Schloss Versailles (1661), die Comédie-Française (1680), die Schlossbesitzervereinigung „La Demeure Historique“ (1924), die Porzellanmanufaktur Manufacture nationale de Sèvres (1738), die Monnaie de Paris (1864), die Opéra national de Paris (1669) sowie das Orchestre national de France Ademma 1925.

## Weblink
- offizielle Website des Comité Colbert